# Abbaye de Beuron
L'archi-abbaye de Beuron (Erzabtei St. Martin zu Beuron) est l'abbaye-mère de la congrégation de Beuron, l'une des congrégations faisant partie de la confédération bénédictine. Elle se situe en Allemagne, dans le land de Bade-Wurtemberg à Beuron, dans la région du Danube supérieur. Elle est consacrée à saint Martin.

## Histoire

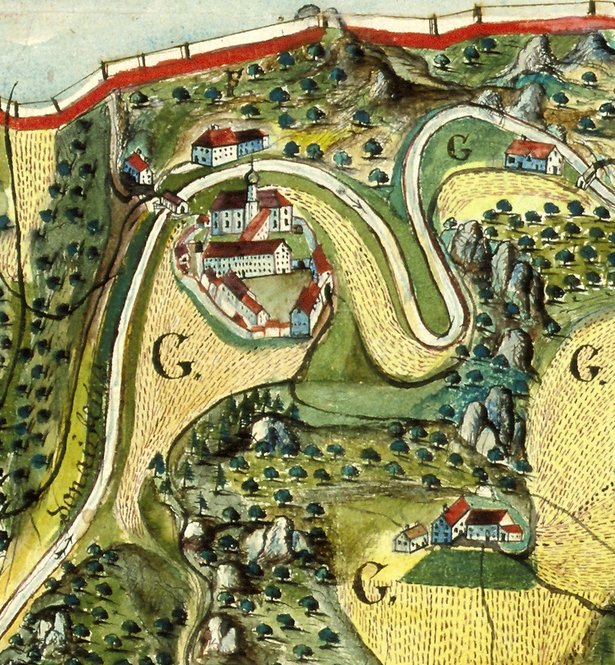
L'abbaye de Beuron à l'époque des Augustins

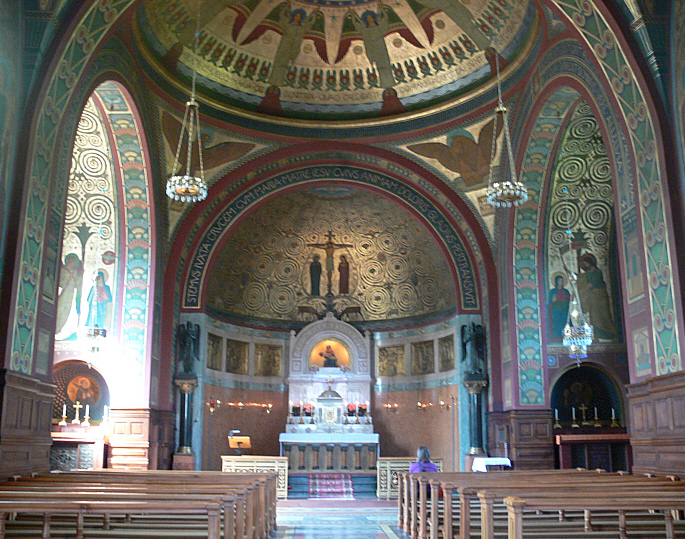
La chapelle ND de Grâce de Beuron

Une abbaye de chanoines réguliers de saint Augustin existait à Beuron (alors dénommée Purron) depuis 1077 dans un domaine appartenant à l'abbaye de Saint-Gall. Après le recès d'Empire de 1803 qui disperse, selon la politique de compensation de Napoléon, les congrégations et donne les biens de ces dernières aux souverains allemands, l'abbaye cesse d'exister et ses domaines viennent consolider la fortune de la famille souveraine Hohenzollern-Sigmaringen.
Cependant la princesse Catherine de Hohenzollern-Sigmaringen est désireuse au milieu du XIXe siècle de faire venir à nouveau des moines, dans un esprit de réparation, étant elle-même, en tant que veuve du dernier prince souverain Charles de Hohenzollern-Sigmaringen (1785-1853), un membre de la branche catholique de la famille Hohenzollern. Les deux frères Wolter, deux moines bénédictins dont les noms de religion étaient Maur et Placide, s'installent à Beuron en 1862. L'année suivante, l'abbaye Saint-Martin est fondée. L'essor est rapide, mais les moines doivent quitter l'abbaye pendant la période de persécution du Kulturkampf entre 1875 et 1887. La congrégation de Beuron est approuvée par le Saint-Siège en 1873 et plusieurs abbayes bénédictines sont fondées à l'étranger. À leur retour, plusieurs abbayes bénédictines sont relevées dans l'Empire allemand.
L'école de Beuron, mouvement artistique né dans l'abbaye éponyme, a une importance reconnue dans le retour à l'art chrétien primitif et l'étude de l'art byzantin à la fin du XIXe siècle et au début du XXe siècle. Beaucoup d'ouvrages architecturaux religieux s'inspireront de ses conclusions et méthodes. Beuron réunit aussi dans sa bibliothèque plus de 450 000 ouvrages et manuscrits, faisant d'elle un centre d'études théologiques, historiques et littéraires les plus importants du monde germanophone. L'abbaye participe activement aux recherches du Mouvement liturgique actif entre 1930 et la fin des années 1950.
C'est en 1884 que paraît le Missale romanum, ou Missel à l'usage des laïcs de langue allemande, publié par le P. Anselm Schott (1843-1896) qui allait avoir une grande importance pour les fidèles germanophones jusqu'au concile de Vatican II et sera surnommé « le Schott (der Schott) ».
Le théologien et historien Johann Matthias Watterich décède le 10 janvier 1904 à l'abbaye de Beuron.
Edith Stein (1891-1942), qui fit de fréquents séjours à Beuron entre 1927 et 1933, sera convaincue par l'archiabbé Raphael Walzer d'entrer au carmel. Elle sera gazée en 1942 et béatifiée par Jean-Paul II.
Le P. Fischer inaugure en 1945 l'Institut Vetus Latina, chargé de traductions du haut-latin, qui a encore un retentissement intellectuel certain aujourd'hui. L'abbaye organise aussi des cours de théologie de haut niveau.
Florissante avant la crise de l'Église des années post-conciliaires, la congrégation bénédictine de Beuron a beaucoup contribué à ranimer naguère la vie monastique, la liturgie et le chant grégorien en Allemagne.

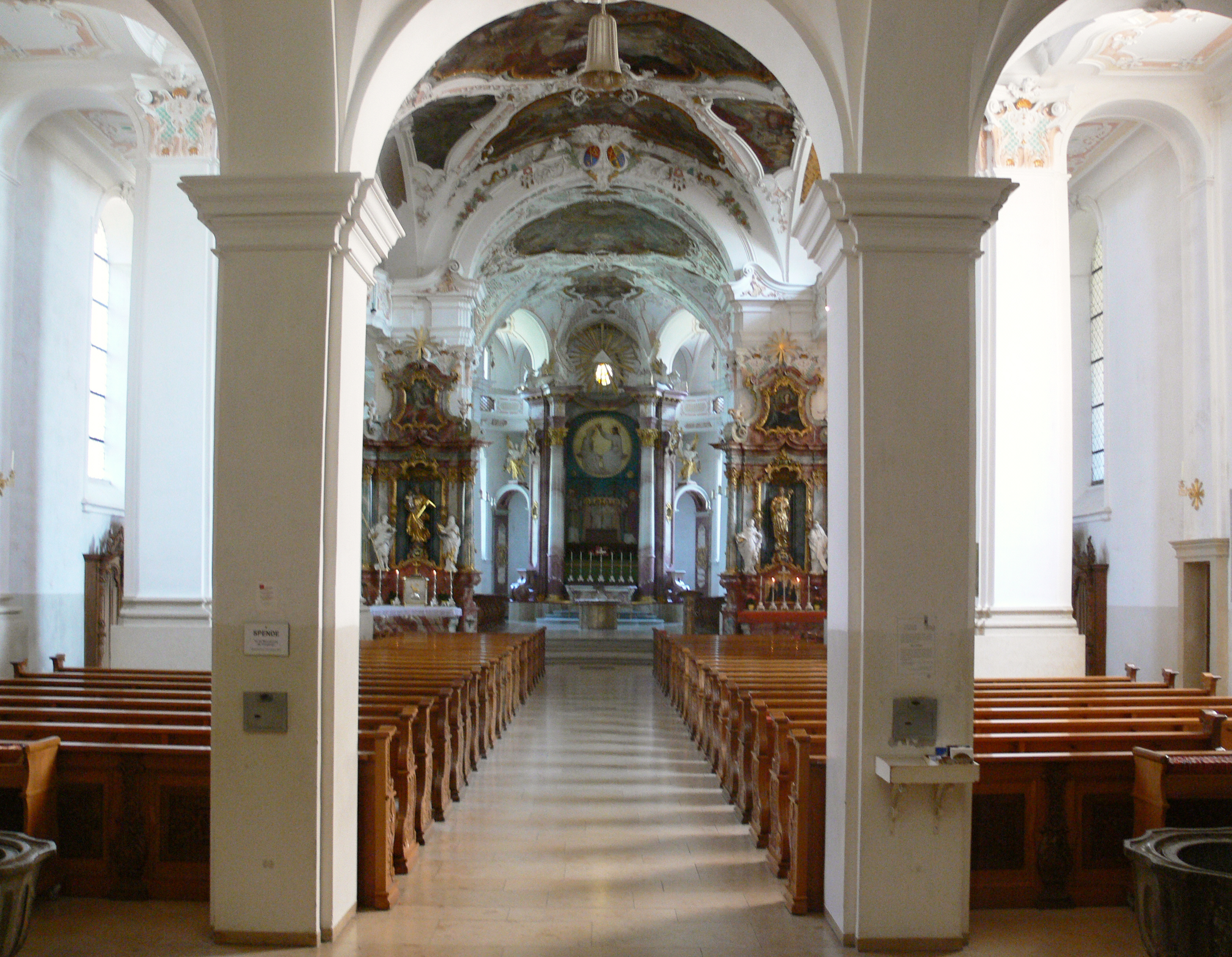
Intérieur de l'église abbatiale
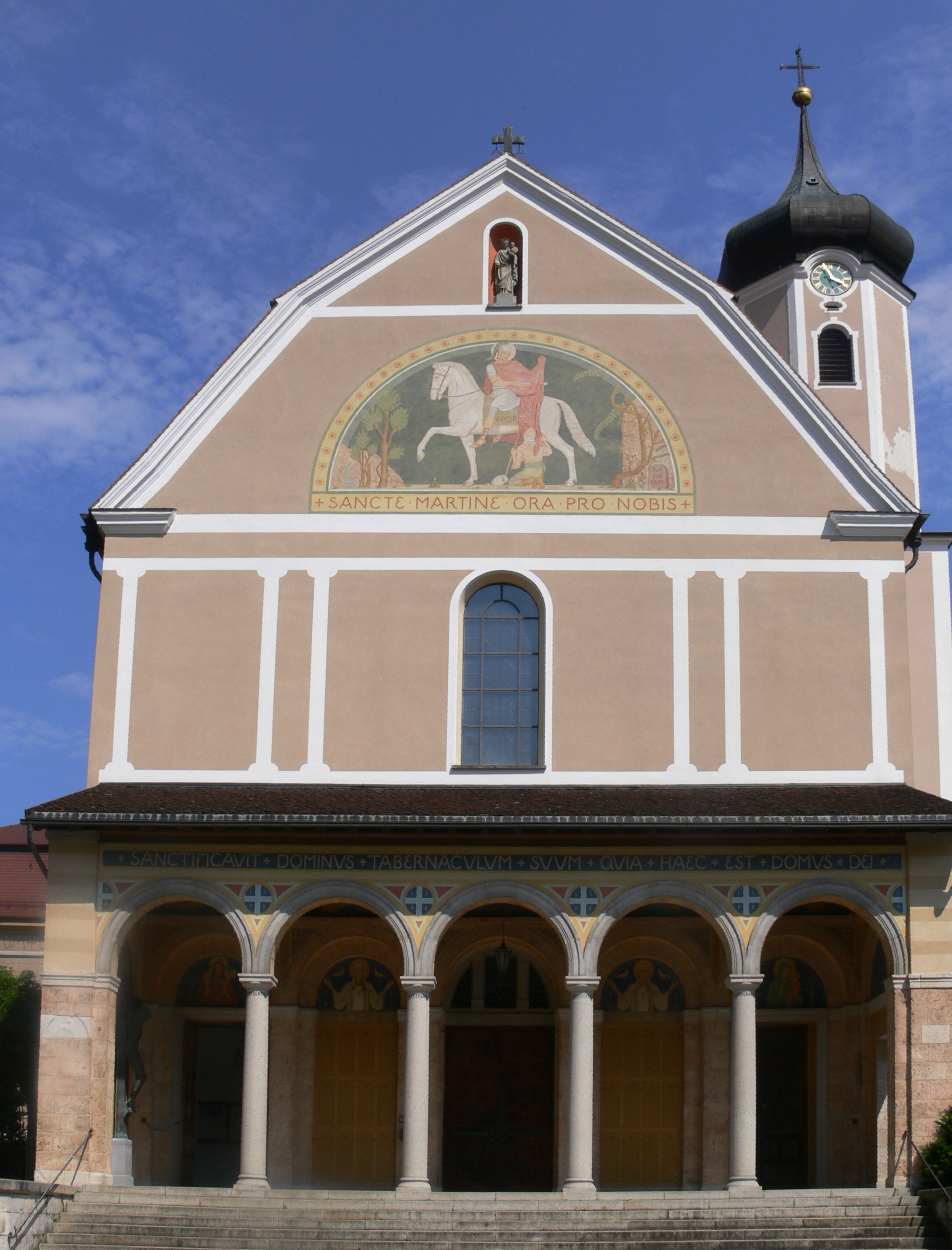
L'abbaye de Beuron